# Glycolipide

Chemische structuur van glycolipiden

Glycolipide zijn lipiden die een suikergroep dragen via een glycosidische (covalente) binding. Glycolipiden komen algemeen voor in de membranen van eukaryotische cellen. De koolhydraatgroep bevindt zich op het oppervlak van de cel, en steekt uit in de extracellulaire omgeving. Ze spelen een belangrijke rol bij het in stand houden van de stabiliteit van het celmembraan, cel-celinteracties en herkenning in het immuunsysteem.

## Structuur van glycolipiden
Glycolipiden bestaan uit twee delen: een hydrofobe staart en een hydrofiele kop. De hydrofobe staart is meestal een lange keten van vetzuren, terwijl de hydrofiele kop een of meer suikereenheden bevat die aan de lipide zijn gekoppeld. Het type suiker dat aan de lipide is gekoppeld, kan variëren afhankelijk van het celtype en de functie van de glycolipide. Over het algemeen hebben glycolipiden een vergelijkbare structuur als fosfolipiden, maar in plaats van een fosfaatgroep bevatten ze een suikergroep.

## Functie van glycolipiden
Glycolipiden zijn betrokken bij verschillende biologische processen, waaronder celherkenning, celsignalering, en celcommunicatie. Ze fungeren als merkers op het celoppervlak die andere cellen kunnen herkennen en erop kunnen reageren. Glycolipiden spelen ook een rol bij de stabiliteit van celmembranen en kunnen helpen bij het reguleren van de membraanstructuur. Daarnaast kunnen glycolipiden dienen als receptoren voor bepaalde virussen en bacteriën.

## Classificatie van glycolipiden
Glycolipiden kunnen worden geclassificeerd op basis van hun structuur en suikersamenstelling. Cerebrosiden zijn glycolipiden die een enkele suikereenheid bevatten en voornamelijk in het zenuwstelsel worden gevonden. Gangliosiden zijn complexe glycolipiden die meerdere suikereenheden bevatten en voornamelijk in zenuwweefsel voorkomen. Globosiden zijn glycolipiden die geen zure suikereenheden bevatten en voornamelijk in erytrocyten worden gevonden. Ten slotte zijn sulfatiden glycolipiden die een sulfaatgroep bevatten en voornamelijk in de hersenen voorkomen.